# Oroxyline A
L'oroxyline A  est un composé chimique de la famille des flavones. C'est plus précisément une flavone O-méthylée présente dans la plante médicinale Scutellaria baicalensis et dans l'Oroxylum indicum.